# Triết Biệt
Triết Biệt (Hán Tự: 哲別; Jebe hay Jebei, tiếng Mông Cổ: ᠵᠡᠪᠡ; phiên âm Cyrillic tiếng Mông Cổ: Зэв, Zev) hay Giả Biệt (者别) (sinh chưa rõ - mất 1225) là một trong những viên đại tướng của Thành Cát Tư Hãn. Triết Biệt từng bước trở thành một trong những chỉ huy quân sự cấp cao nhất của đế chế Mông Cổ trong quá trình chinh phục những vùng đất rộng lớn ở châu Á và châu Âu.

## Tiểu sử
Triết Biệt, nguyên có tên là Chích Nhi Khoát A Ngạt (Hán Tự: 只儿豁阿歹; Zurgadai; phiên âm Cyrillic: Зургаадай) là vốn thuộc bộ lạc Tần Diệc Xích Ngột (Taijut). Năm 1201 Thành Cát Tư Hãn dẫn binh có trận đánh với bộ tộc Tần Diệc Xích Ngột. Trong trận chiến cam go này, Thành Cát Tư Hãn suýt mất mạng sau khi ngựa chiến của ông bị bắn hạ từ phía sau với một mũi tên. Về sau, Thành Cát Tư Hãn nói chuyện với các tù binh Tần Diệc Xích Ngột mà quân đội Mông Cổ bắt được và yêu cầu họ nói ra người nào đã bắn tên vào ngựa chiến của ông. Khi ấy, một tù binh Tần Diệc Xích Ngột đã dũng đảm đứng dậy và thừa nhận mình là cung thủ bắn tên vào ngựa của Thành Cát Tư Hãn. Sau khi nghe người tù binh trên nói, Thành Cát Tư Hãn bị ấn tượng mạnh trước sự gan dạ của người này và bổ nhiệm ông làm chỉ huy trong quân đội của mình.Về sau, Thành Cát Tư Hãn đặt cho người lính gan dạ trên biệt danh "Triết Biệt (Jebe)" (có nghĩa là mũi tên) nhằm kỷ niệm cuộc gặp đầu tiên giữa 2 người trên chiến trường. Ông đóng một vai trò quan trọng trong việc giúp mở rộng lãnh thổ của đế quốc Mông Cổ. Mặc dù đóng một vai trò lớn nhưng có rất ít nguồn sử liệu về cuộc sống của ông. Ông đã được mô tả là "tướng kỵ binh vĩ đại nhất trong lịch sử".

## Các chiến dịch tham gia

### Chiến tranh chống lại nước Kim
Triết Biệt phục vụ Thành Cát Tư Hãn trong cuộc chiến đầu tiên chống lại nhà Kim (Trung Quốc) (1211-1214). Trong cuộc xâm lược đầu tiên này, ông được giao chỉ huy cánh trái. Đơn vị của ông đánh về phía đông, chiếm được hai thành. Sau đó, ông lại tiến hành bao vây tiêu diệt quân đội Kim tại thành Wusha và liên kết với cánh quân chính của Thành Cát Tư Hãn, người sau này tiếp tục giành chiến thắng trong Trận Dã Hồ Lĩnh. Sau chiến thắng nghiền nát đối thủ, quân Mông Cổ tiến vào vùng đồng bằng Bắc Kinh và tiếp tục kiểm soát lãnh thổ lãnh thổ chiếm được. Ông được gửi đến để tiến chiếm các pháo đài, bằng chiến thuật nghi binh vào mùa đông năm 1211, Ông tiến quân đến Liêu Dương,  sau khi cưỡi vài trăm dặm, Triết Biệt thu hút binh lính Liêu Dương bằng cách giả vờ thua bỏ chạy và để lại một số lượng lớn chiến lợi phẩm trên mặt đất kéo dài hơn 100 dặm. Các binh lính Liêu Dương dừng lại để cướp bóc, cùng với những đêm dài mùa đông bắc, quân đội Triết Biệt đã cưỡi hơn 100 dặm trong 24 giờ quay lại đánh tan các quân đội nhà Kim chiếm lấy Liêu Dương.
Năm 1213, Thành Cát Tư Hãn cử Triết Biệt tấn công đèo Cư Dung quan. Triết Biệt và Tốc Bất Đài tiến hành bao vây và tiêu diệt đội quân bảo vệ quan trọng này. Sau khi kích động một cuộc nổi dậy ở Mãn Châu và phá hủy một số pháo đài,  Thành Cát Tư Hãn chia quân đội của mình thành năm lộ để tấn công các khu vực rộng lớn trong lãnh thổ nước Kim. Triết Biệt là lực lượng ưu tú dưới thời Mộc Hoa Lê với Tốc Bất Đài, và họ đã đột kích thành công lãnh thổ hướng ra biển trong khi phá hủy hoặc chiếm được nhiều thị trấn và thành phố của nước Kim.

### Chiến tranh vớiKhuất Xuất Luật
Năm 1218, Triết Biệt được giao nhiệm vụ đánh bại kẻ thù lâu năm của Mông Cổ là Khuất Xuất Luật và chinh phục Tây Liêu. Chỉ có 20.000 binh lính, Jebe bảo tồn lực lượng bằng cách kích động và ủng hộ các cuộc nổi loạn tôn giáo giữa các Phật tử cầm quyền và những người Hồi giáo bị áp bức. Lực lượng của ông đã di chuyển với sự chính xác đáng kinh ngạc, cho phép ông áp đảo quân Khuất Xuất Luật và đánh bại 30.000 quân. Khuất Xuất Luật sau đó bị săn lùng sau một cuộc săn đuổi dài qua những ngọn núi.

### Xâm lượcĐế quốc Khwarezm
Thành Cát Tư Hãn đem 200.000 quân vượt sông Jaxartes và cướp phá rất dã man các thành phố Bukhara và Samarkand. Kinh đô Khwarizm là Urgench cũng bị chiếm năm 1221. Cuối cùng vua Muhammad II phải bỏ chạy và cố gắng đến Khorasan trú ẩn, thay vì đầu hàng. Thành Cát Tư Hãn sai hai tướng Mông Cổ là Tốc Bất Đài và Triết Biệt truy kích khắp đế chế của mình. Mặc dù cuối cùng họ đã không bắt được Muhammad II, và Muhammad II buộc phải chạy trốn về phía Iran. Kết quả là, lực lượng Muhammad II đã bị phá hủy dần dần.

### Qua đời
Thành Cát Tư Hãn mở rộng lãnh thổ Mông Cổ về phía tây, lần lượt hạ các thành trì của người Hồi giáo, sau khi các vương quốc này từ chối giao thương với Mông Cổ. Khi đó, đạo quân Mông Cổ khác do hai tướng Mông Cổ là Triết Biệt và Tốc Bất Đài mở rộng lãnh thổ Mông Cổ về phương bắc, hướng đến vương quốc Kievan Rus - chính là nước Nga, Ukraine và Belarus ngày nay.
Khoảng năm 1222, Triết Biệt và Tốc Bất Đài dốc quân tiến vào sông Volga. Quân Mông Cổ tràn vào núi Ural, đánh bại tộc người Saxin rồi lên miền nam tiêu diệt phía đông của vùng Cuman-Kipchak-Kanglis. Toàn bộ quân địch bị tiêu diệt, thủ lĩnh bị chặt đầu và sau đó phải triều cống một khoản tiền lớn cho quân Mông Cổ. Sau chiến thắng vang dội, quân Mông Cổ trở về nhà. Đáng tiếc là tướng tài Triết Biệt qua đời vì sốt tại khu vực sông Imil, vùng Tarbagatai trong cuộc hành trình.
Mười bốn năm sau vào năm 1236, quân Mông Cổ dưới sự chỉ huy của Tốc Bất Đài và Bạt Đô quay lại Bulgaria và xâm lược nốt phần lãnh thổ còn sót lại.

## Tiểu thuyết hoá
Trong tác phẩm Anh hùng xạ điêu của Kim Dung, khi bộ lạc Tần Diệc Xích Ngột bị diệt, Triết Biệt được cậu bé Quách Tĩnh cứu. Sau này ông là sư phụ dạy Quách Tĩnh thuật cung tên và cách chiến đấu trên mình ngựa.